# Chartainvilliers
Chartainvilliers é uma comuna francesa na região administrativa do Centro, no departamento Eure-et-Loir. Estende-se por uma área de 9,03 km². Em 2010 a comuna tinha 728 habitantes (densidade: 80,6 hab./km²).